# 오크어 위키백과

오크어 위키백과는 오크어로 운영되는 위키백과 언어판이다. 2003년 12월 6일에 시작되었다. 기호는 oc이다.